# Tuberaria lignosa
Tuberaria lignosa é uma espécie de planta com flor pertencente à família Cistaceae. 
A autoridade científica da espécie é (Sweet) Samp., tendo sido publicada em Bol. Soc. Brot. Sér. 2, 1: 128. 1922.

## Portugal
Trata-se de uma espécie presente no território português, nomeadamente em Portugal Continental.
Em termos de naturalidade é nativa da região atrás indicada.

## Protecção
Não se encontra protegida por legislação portuguesa ou da Comunidade Europeia.